# Enceinte fortifiée de Turckheim
L'enceinte fortifiée de Turckheim est un monument historique situé à Turckheim, dans le département français du Haut-Rhin.
Les remparts de Turckheim ont été construits pour fortifier la ville durant le Moyen Âge. Ils entourent la ville historique en forme de triangle qui est limité par la Fecht au sud et par les montagnes au nord. 
Ce mur comportait autrefois quinze tours et à leurs pieds se trouvaient des douves.

## Localisation
Cette construction est située autour de Turckheim, dans le département français du Haut-Rhin. Ils sont percés de trois portes encore debout aujourd'hui.
Au sud-est, il y a la porte de France, la plus imposante des trois.

À l'ouest, se tient la porte de Munster, ou Oberthor, qui contient une coquille Saint-Jacques pour rappeler que la ville est un point de passage pour le  pèlerinage de Saint-Jacques-de-Compostelle.

À l'est, il y a la porte du Brand, ou Oelthor. Celle-ci fut sauvée in-extremis de la démolition au XIXe siècle grâce à la mobilisation des habitants.

### Vestiges des remparts
Aujourd'hui, les remparts sont très bien conservés. On devine encore, sur des photographies satellite les limites triangulaires des remparts qui entourent le centre-ville.

Au sud, comme à l'est, des maisons se sont construites sur les fortifications, ce qui aujourd'hui a permis d'avoir un mur très bien conservé avec quelques tours et créneaux que l'on devine encore sur quelques façades. 

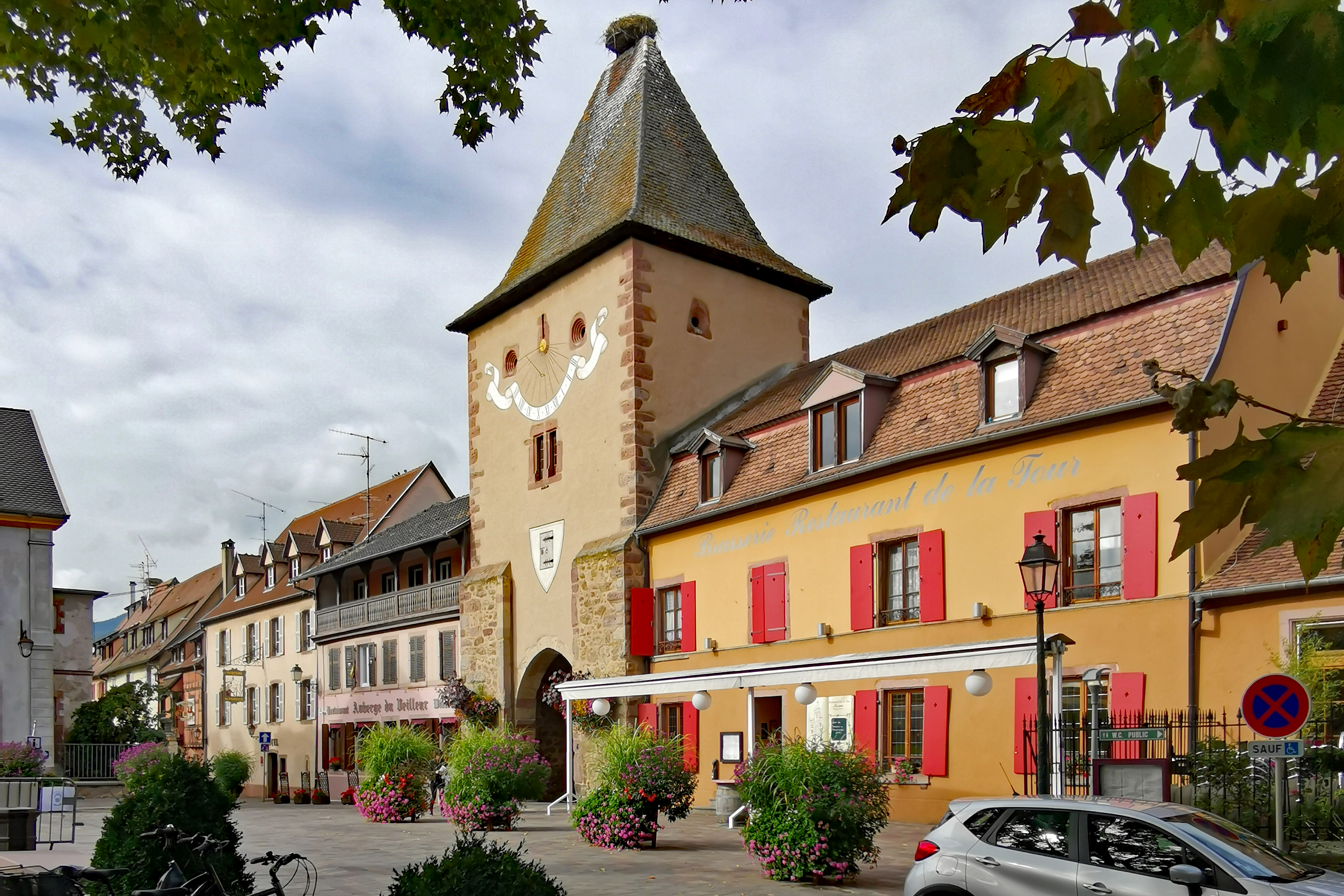
Vue au sud est de la ville.

Voici une partie des remparts sud aujourd'hui presque invisibles : il n'y a que la forme que l'on voit. Sur la photo ci-dessus, il y a la porte de France, massive, avec son emblématique nid de cigognes sur son toit et son cadran solaire qui lui donne une sorte de sourire. Les maisons adossées à la porte ont été construites sur les anciens remparts, d'où cet aspect linéaire qui s'étend sur toute la rue du tir. Des ouvertures ont cependant été faites pour laisser place à des rues.

Au nord, c'est assez différent. Ils sont encore remarquablement conservés mais ont été abaissés et servent maintenant de limites entre le jardin et le chemin des remparts, le Kappelengrabben qui longe l'enceinte au nord, sur près d'un kilomètre. Ce chemin est situé exactement au pied de la colline et une tour y est bien conservée.

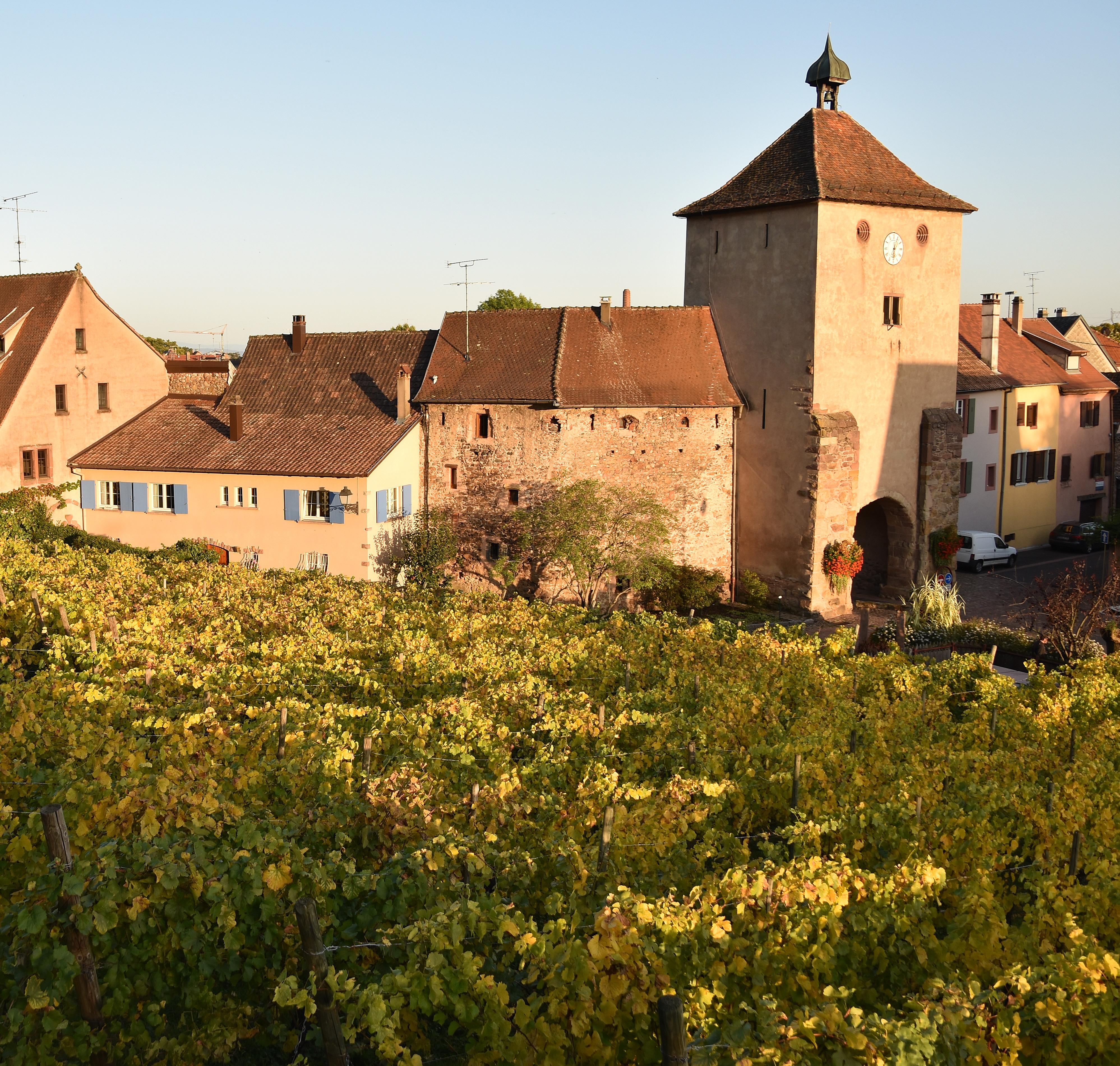
Vue des remparts au Nord-ouest de la ville

Sur la photo ci-dessus, on aperçoit d'abord l'imposante porte de Munster avec ses contreforts et son clocheton sur le toit. À gauche de la porte, il y a d'intéressants vestiges de remparts mis en valeur car ils n'ont pas été peints ou recouverts comme c'est beaucoup le cas à Turckheim. Il y a aussi quelques meurtrières en haut des remparts. Cette image est un bel exemple de la mode d'autrefois qui consistait à construire les maisons sur les remparts.

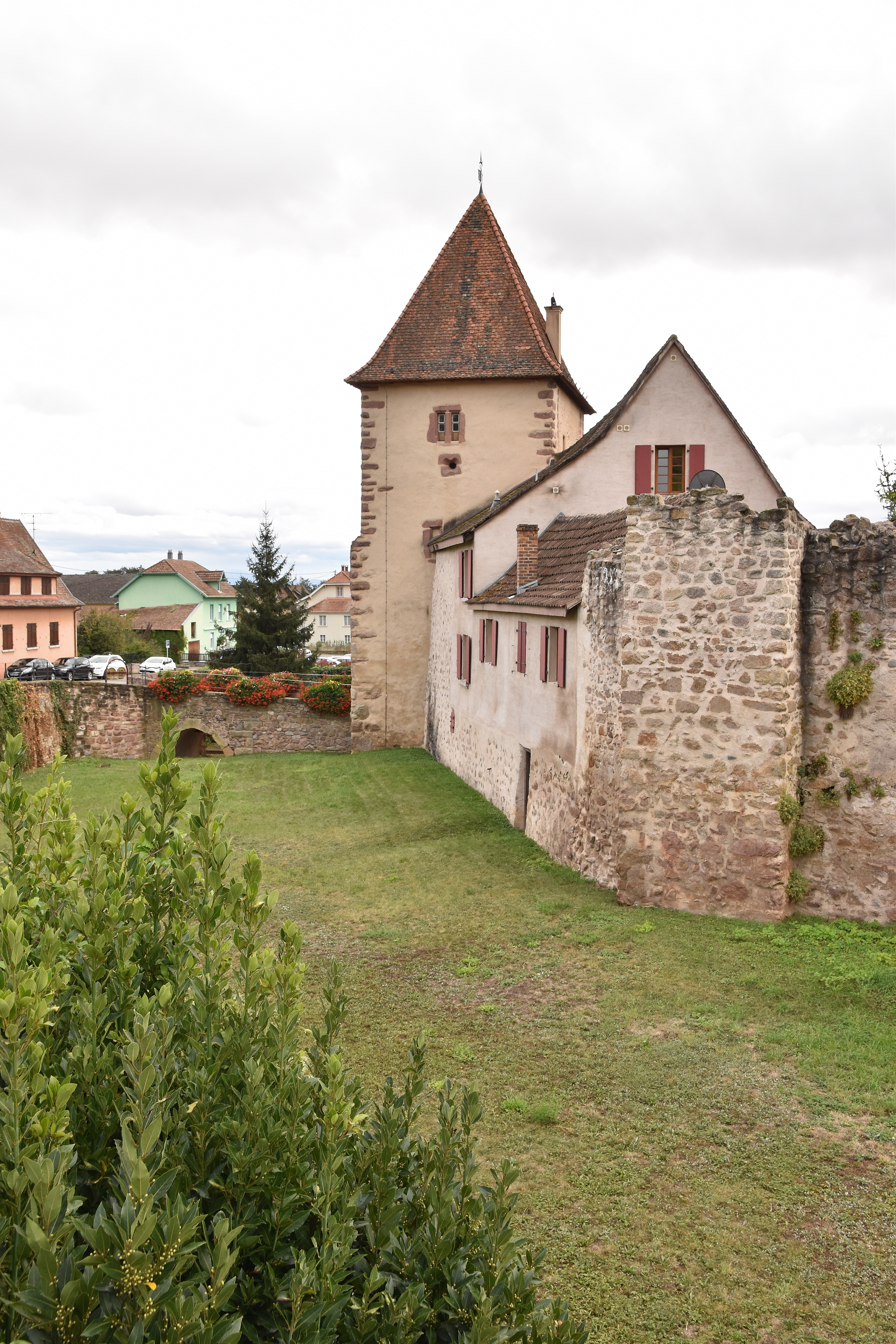
Voici la vue au nord-est de la ville.

Sur la photo ci-dessus, on peut apercevoir les douves en premier plan, puis les murailles avec les vestiges d'une tour carrée, une maison adossée contre les remparts et enfin, en arrière-plan, la porte du Brand avec ses contreforts, sa girouette et son pont qui permet de traverser les douves, autrefois remplies d'eau.  

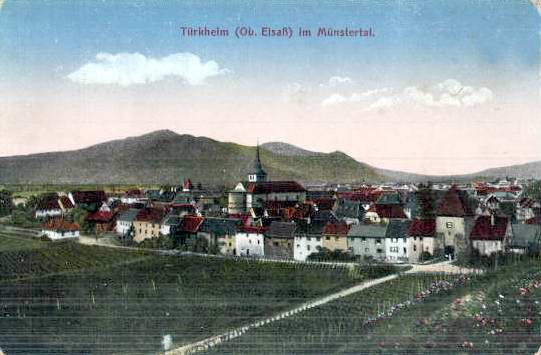
Vue à l'est aux alentours de 1900

Voici une vue très intéressante de Turckheim avant l'urbanisation du XXe siècle. Les premières maisons n'ont pas changé aujourd'hui: toujours cette ligne, les maisons forment un mur, ce qui était autrefois les impressionnants remparts médiévaux. 

## Historique
L'édifice fait l'objet d'une inscription au titre des monuments historiques depuis 2000.
La construction des remparts a débuté en 1315. 

## Architecture

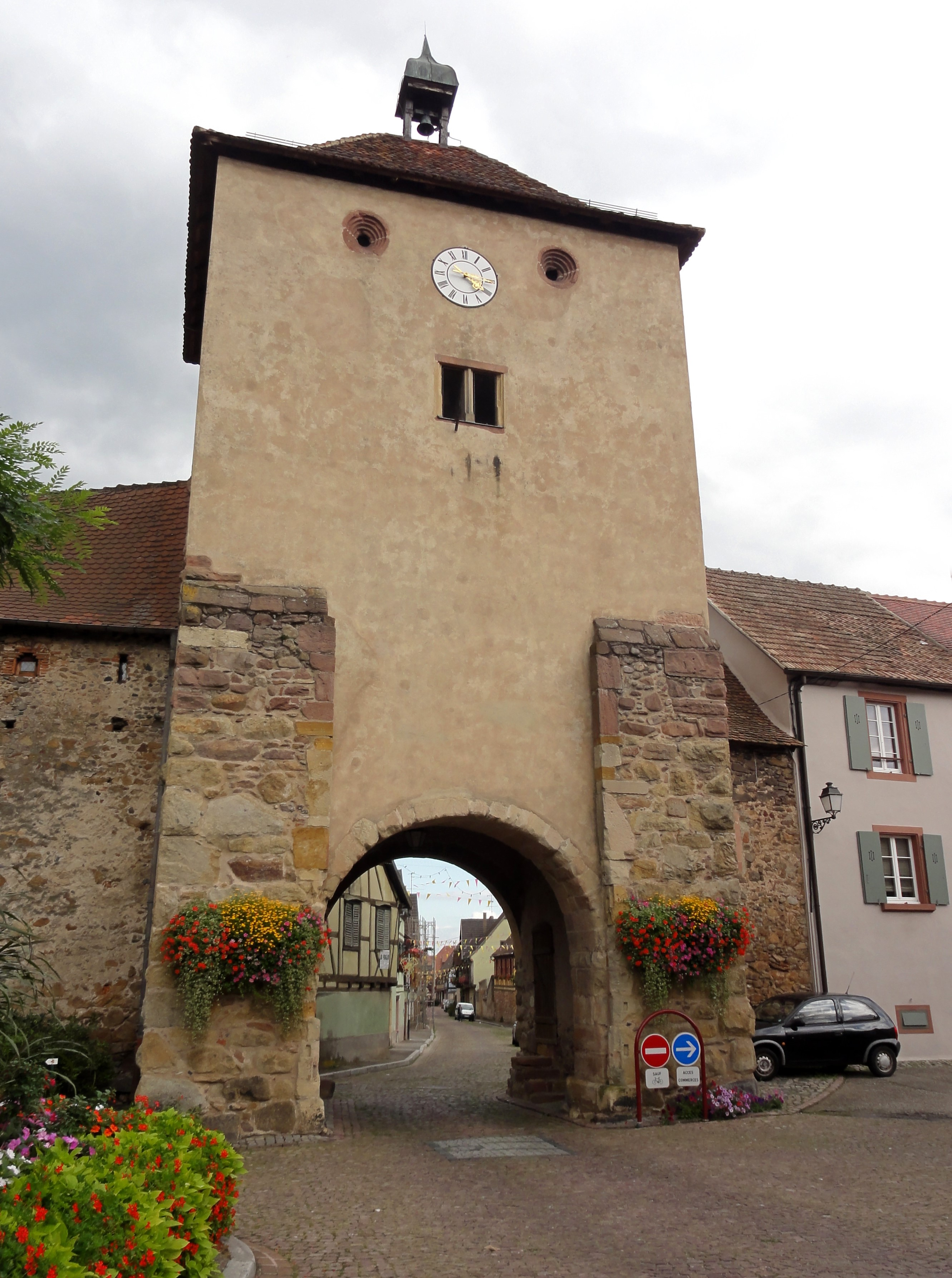
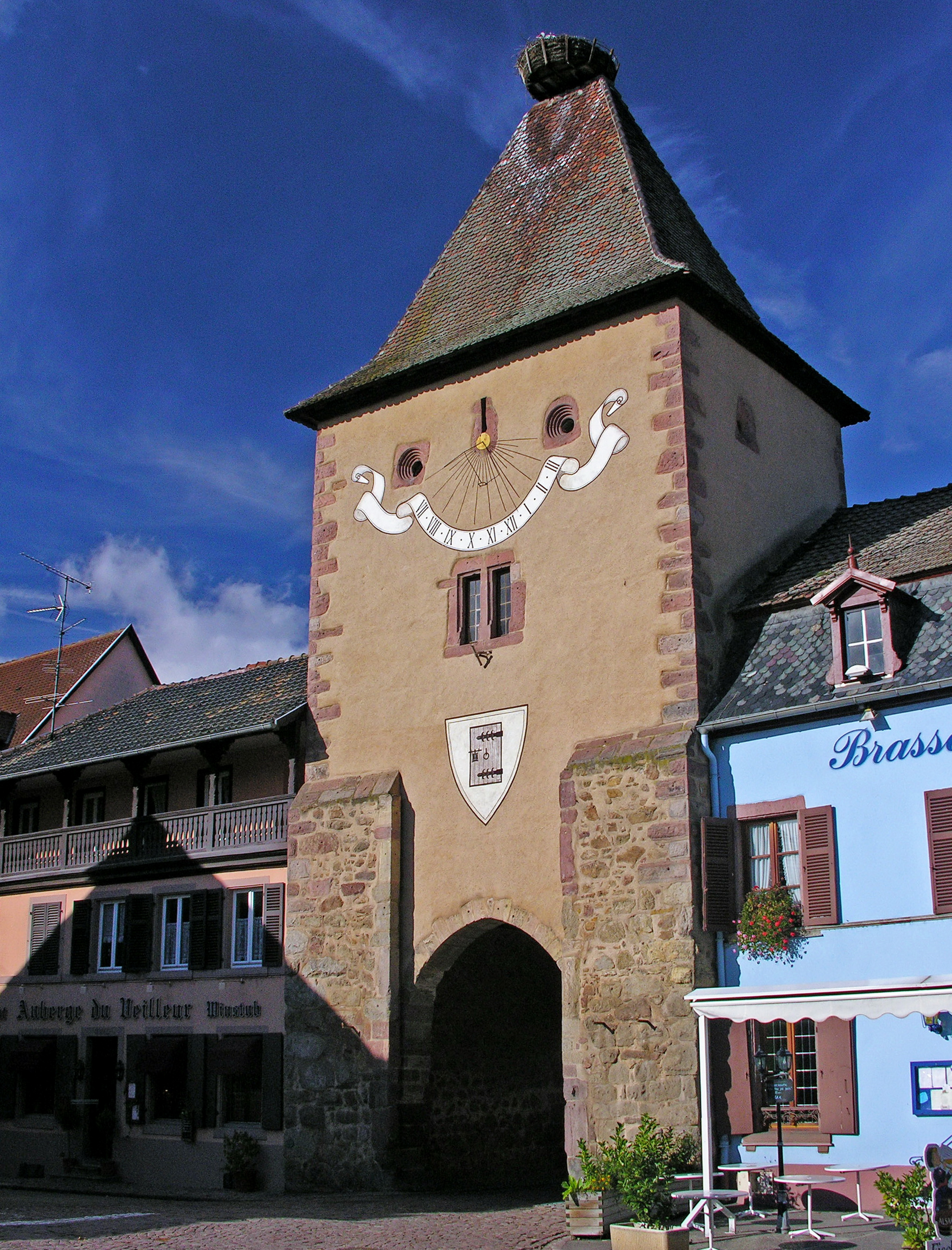